# Boubacar Diallo (football)
Pour les articles homonymes, voir Boubacar Diallo et Diallo.
Boubacar Diallo est un footballeur guinéen né le 25 décembre 1985 à Kindia. Il évolue depuis l'été 2010 en Slovaquie au FC Spartak Trnava après avoir passé plusieurs saisons au niveau amateur en France. En récompense de plusieurs bonnes prestations avec son club, il est sélectionné avec la Guinée pour un match amical face au Burkina Faso en novembre 2010. Il a un fils qui s'appelle Zion DIALLO.